# Ken Green
Kenneth "Ken" Green (Newnan, Georgia, 19 de septiembre de 1959) es un exjugador de baloncesto estadounidense que disputó toda su carrera en la CBA, salvo 7 partidos que jugó en la NBA. Con 2,03 metros de estatura, jugaba en la posición de alero.

## Trayectoria deportiva

### Universidad
Tras pasar dos años en el Ranger Junior College, jugó durante dos temporadas con los Broncs de la Universidad de Texas–Pan American, en las que promedió 20,3 puntos, 11,5 rebotes y 2,1 asistencias por partido. Llevó a su equipo a su única aparición en un torneo de postemporada, el NIT de 1981. A pesar de jugar sólo dos temporadas, figura en el puesto 15 entre los máximos anotadores históricos de su universidad, con 1.137 puntos.

### Profesional
Fue elegido en la trigésimo cuarta posición del Draft de la NBA de 1981 por Denver Nuggets, pero fue despedido antes del comienzo de la competición. Jugó toda su carrera en la CBA, donde acumuló 258 partidos, probando fortuna en la NBA en 1985, cuando fichó por los Portland Trail Blazers como agente libre, pero siendo despedido sin comenzar la temporada, y meses después, cuando fichó con los New York Knicks por 10 días, quedándose finalmente hasta el final de la temporada, disputando 7 partidos en los que promedió 4,4 puntos y 3,9 rebotes.
Acabó su carrera en los Quad City Thunder, promediando en su última temporada 8,9 puntos y 5,1 rebotes por partido.

## Estadísticas de su carrera en la NBA

### Temporada regular
| Temporada | Edad | Equipo          | Liga | P | TIT | MIN  | TC  | TCA | %TC  | 3P  | 3PA | %3P | TL  | TLA | %TL  | R.OF. | R.DEF. | REB | ASIS | ROB | TAP | PER | FP  | PTS |
| 1985-86   | 26   | New York Knicks | NBA  | 7 | 0   | 10.3 | 1.9 | 3.9 | .481 | 0.0 | 0.0 |     | 0.7 | 1.3 | .556 | 1.7   | 2.1    | 3.9 | 0.3  | 0.6 | 0.0 | 0.1 | 1.1 | 4.4 |
| Total     |      |                 | NBA  | 7 | 0   | 10.3 | 1.9 | 3.9 | .481 | 0.0 | 0.0 |     | 0.7 | 1.3 | .556 | 1.7   | 2.1    | 3.9 | 0.3  | 0.6 | 0.0 | 0.1 | 1.1 | 4.4 |